# Mea Maxima Culpa – Stille im Haus des Herrn
Mea Maxima Culpa – Stille im Haus des Herrn ist ein Dokumentarfilm des Regisseurs Alex Gibney aus dem Jahr 2012. Der Film behandelt Details der ersten bekannten Protestaktion gegen kirchlichen sexuellen Missbrauch in den Vereinigten Staaten, den vier taube Männer in ihrer Jugend erlitten.
Der Film wurde am 9. September 2012 beim Internationalen Film Festival in Toronto uraufgeführt. Am 16. November 2012 folgte der limitierte Kinostart. Seine Fernsehpremiere hatte der Film am 4. Februar 2013 im Kabel-Kanal HBO.
Der Titel leitet sich von der lateinischen Formel mea maxima culpa her, die aus einem Abschnitt der römisch-katholischen Messliturgie stammt, dem Schuldbekenntnis.

## Inhaltsangabe
Der Film folgt dem Dokumentarfilmer Alex Gibney in seiner Aufklärungsarbeit, als er dem Machtmissbrauch im System der Katholischen Kirche nachging und die Lebensgeschichte von vier tauben Männern verfolgte. Er wollte dabei die Täter (Priester) überführen, von denen die Kinder Mitte der 1960er Jahre missbraucht worden waren. Jeder dieser Männer war einer der Zeugen im öffentlichen Protest gegen klerikalen sexuellen Missbrauch, der später als „Fall Lawrence C. Murphy“ bekannt wurde.

## Kritik
Der Film erhielt seitens der Kritiker überwiegend positive Rückmeldungen. So weist Rotten Tomatoes bei 47 Kritiken eine Durchschnittswertung von 98 % aus; 92 % der Besucher bewerteten den Film positiv. Metacritic weist auf Basis von 16 Kritiken eine Durchschnittswertung von 73 % aus sowie eine durchschnittliche Nutzerbewertung von 9,4 von 10 Punkten.